# Abi-esukh
Abi-esukh (fl. XVII-XVIII secolo a.C.) è stato un sovrano babilonese.
Fu l'ottavo re della I dinastia di Babilonia.
È conosciuto anche come Ebisum o Ebišum nella traduzione assira più tarda utilizzata dal compilatore delle liste reali. Il suo nome è citato anche con le seguenti varianti: Abī-Ešuḫ, ma-bi-ši, Abiši, mE-bi-šum.
Abi-esukh regnò per circa 28 anni, dal 1711 a.C. fino al 1684 a.C., secondo la cronologia media o all'incirca dal 1648 al 1620 a.C. secondo la cronologia breve.

## Biografia
Suo padre fu Samsu-iluna (figlio di Hammurabi). Suo figlio fu Ammi-ditana.
Tra i suoi titoli altamente enfatici vi erano "discendente di Sumu-la-El, erede principesco di Samsu-iluna, seme eterno della regalità, re potente, re di Babilonia, re della terra di Sumer e Akkad, re che fa sì che i quattro quarti siano in pace".
Questa titolazione fu presumibilmente ottenuta a seguito delle due campagne militari molto aggressive da lui condotte.
Sotto il suo regno, il dominio di Babilonia si estendeva a nordovest fino a includere la città di Mari (già conquistata dal predecessore Hammurabi) .
Il nome del suo quarto anno di regno ricorda che egli sottomise l'esercito cassita.
La Cronaca dei Re Antichi ricorda il suo tentativo di bloccare il corso del Tigri con una diga nel vano tentativo di catturare Ilum-ma-ilī, il fondatore della dinastia della Terra marina.
Un frammento di sigillo cilindrico in terracotta proveniente da Kiš è ipoteticamente assegnato a questo re poiché gli eventi che commemora coincidono con tre dei nomi dei suoi anni di regno.
Esso menziona il fiume Tigri (anno "o" l'intercettazione del corso del Tigri con la diga), la porta del Tigri (anno "m" la ká-gal-i7idigna), il modellamento di una mazza per Marduk (anno "g") e lo scavo del canale Zubi (anno "I").
Nell'iscrizione di suo figlio Ammi-Satana, egli è descritto come "il grande campione" e nella genealogia del suo discendente Ammī-ṣaduqa.
Gli Elamiti, sotto il loro re Kutir-nahhunte I, fecero razzie nella Babilonia al principio del suo regno e saccheggiarono 30 città.
Due copie di un'iscrizione di fondazione commemorano le sue attività edificatorie a Luḫaia, una città fondata da Ḫammu-rāpi sul canale Araḫtum, nel nord della Babilonia.
Esiste una singola iscrizione, ritrovata su una pietra di onice fatta ad occhio, dedicata alla dea Ningal.
Abi-esukh è plurimamente attestato in tavolette e nelle immagini dei sigilli cilindrici dei suoi servitori:
- su quello di un servitore, Lamānum[i 8], figlio di Bēl-kulla,
- su un altro[i 9] di Luštāmar-Adad, figlio di Mār-Sipparim,
- su quello[i 10] di Nabi'um-an[dasa], figlio di Ilšu-ib[nīšu],
- un altro[i 11] di …, figlio di Awīl-…,
- uno[i 12] di Ilšu-nāṣir, divinatore, figlio di Marduk-nāṣir,
- un altro che è una copia[i 13] di quello di Iddin-Šamaš, sacerdote della dea Ninisina, figlio di Ku-Ninisina,
- uno[i 14] del sorvegliante dei mercanti, Sīn-iddina[m] figlio di Šērum-bān[i][6].

La lista di Uruk dei Re e dei Saggi registra che "durante il regno di Abī-ešuḫ, il re, Gimil-Gula e Taqis-Gula erano gli studiosi".

## Iscrizioni
1. 1 2  Chronicle of Early Kings, (ABC 20), Tablet B, reverse, lines 8 to 10.
2. ↑  Babylonian King List B, obverse line 8.
3. ↑  Tablet BM 16998.
4. ↑  Ash. 1924.616.
5. ↑  Copia tardo-babilonese fatta sulla tavoletta BM 38308.
6. ↑  Tavolette BM 38446 e BM 55472 + 40125.
7. ↑  Eyestone, Ash. 1922.293.
8. ↑  Sulla tavoletta MLC 2239 datata al ventesimo anno di Ammī-ditāna, a Yale.
9. ↑  Sulle tavolette YBC 8385 e YBC 5885 datate agli anni "m" e "y" di Abī-Ešuḫ e conservata a Yale.
10. ↑  Sulla tavoletta MLC 1539, a Yale.
11. ↑  Sulla tavoletta UMM 36, conservata nel Museo Universitario di Manchester.
12. ↑  Sigillo cilindrico VA 3242, conservato a Berlino.
13. ↑  Sigillo cilindrico BM 89101, conservato nel British Museum.
14. ↑  Sigillo cilindrico nelle Terre della Fondazione di Archeologia Biblica.
15. ↑  W 20030,7 La Lista dei Saggi e degli Scolari, recuperata dal tempio Bīt Rēš di Anu durante gli scavi del 1959/60